# You Make Me Wanna…
You Make Me Wanna… (englisch für „Du bringst mich dazu, zu wollen…“) ist ein Lied des US-amerikanischen Sängers Usher, das im Juli 1997 erschien.

## Entstehung und Veröffentlichung
Das Lied wurde vom Interpreten selbst, zusammen mit Jermaine Dupri und Manuel Seal geschrieben. Dupri zeichnete zudem auch für die Produktion verantwortlich und spielte mit Seal die Instrumente ein. Die Aufnahme tätigte Phil Tan im Krosswire Studio in Atlanta (Georgia, USA). Mit Dupri war er zudem für die Abmischung zuständig.
Die Erstveröffentlichung von You Make Me Wanna… erfolgte zunächst als Airplay am 15. Juli 1997, ehe es am 5. August 1997 als Single bei den Musiklabels Arista Records und LaFace Records erschien. Diese erschien unter anderem als 2-Track-CD-Single mit einem Instrumental (Katalognummer: 74321 52643 2) sowie als CD-Maxi-Single mit fünf Remixen als B-Seite (Katalognummer: 74321 52642 2). Am 16. September desselben Jahres erschien das Lied als Teil von Ushers zweiten Studioalbum My Way (Katalognummer: 73008 26043 2), dessen erste Singleauskopplung es ist.

## Inhalt und Stil
You Make Me Wanna… lässt sich den Genres Contemporary R&B, Pop und Soul zuordnen und nutzt verstärkt die Akustikgitarre, während es auch eine Hi-Hat- und Glockeninstrumentierung einbezieht. Es wurde in der Tonart c-Moll mit 88 Schlägen pro Minute komponiert. Ushers Stimme erstreckt sich vom tiefen Ton von B♭3 bis zum hohen Ton von C6. Das Lied hat eine Grundsequenz von Cm–Fm7–A♭–G–G/B als Akkordfolge.
Das Lied handelt von einer Dreiecksbeziehung, in der ein Mann zwischen seiner aktuellen Liebesbeziehung und seinen Gefühlen für einen engen Freund hin- und hergerissen ist. Ihm wird klar, dass er seinen jetzigen Partner für diesen Freund verlassen möchte, da sie eine tiefere emotionale Verbindung haben. Der Song befasst sich mit Themen wie Begehren, Versuchung und Verwirrung in Beziehungen.

## Musikvideo
Das Musikvideo zu You Make Me Wanna… entstand unter der Regie von Bille Woodruff. Es beginnt damit, dass Usher in einer orangefarbenen Wandnische sitzt und nach einer Gitarre greift, bevor er zu einer Szene geschnitten wird, in der er in einem offenen Hemd in einem weiß-lila kreisförmigen Raum steht. Es bewegt sich zu einem blauen Hintergrund, wo Usher vorrückt, flankiert von vier Tänzern. Die Szene wird durch fünf Klone von Usher ersetzt, die tanzen und auf Stühlen sitzen. Das Video geht weiter mit der Sängerin, die durchgehend Tanzeinlagen vorführt; dazwischen gibt es Szenen, in denen Usher das Lied vor einem Hintergrund aus blauen Pfeifen singt. Gegen Ende des Videos zieht er sein Hemd in dem kreisförmigen Raum aus, und schließlich ziehen Usher und seine Backup-Tänzer ihre Schuhe aus und gehen weg.

## Kommerzieller Erfolg

### Chartplatzierungen
| ChartsChartplatzierungen       | Höchstplatzierung | Wochen |
| ------------------------------ | ----------------- | ------ |
| Deutschland (GfK)              | 18 (20 Wo.)       | 20     |
| Schweiz (IFPI)                 | 12 (11 Wo.)       | 11     |
| Vereinigte Staaten (Billboard) | 2 (47 Wo.)        | 47     |
| Vereinigtes Königreich (OCC)   | 1 (18 Wo.)        | 18     |

| ChartsJahrescharts (1997)      | Platzierung |
| ------------------------------ | ----------- |
| Vereinigte Staaten (Billboard) | 14          |

| ChartsJahrescharts (1998)      | Platzierung |
| ------------------------------ | ----------- |
| Deutschland (GfK)              | 100         |
| Vereinigte Staaten (Billboard) | 15          |

### Auszeichnungen für Musikverkäufe
| Land/Region                  | Auszeichnungen für Musikverkäufe (Land/Region, Auszeichnung, Verkäufe) | Verkäufe  |
| ---------------------------- | ---------------------------------------------------------------------- | --------- |
| Australien (ARIA)            | Platin                                                                 | 70.000    |
| Neuseeland (RMNZ)            | Platin                                                                 | 30.000    |
| Vereinigte Staaten (RIAA)    | 3× Platin                                                              | 3.000.000 |
| Vereinigtes Königreich (BPI) | Platin                                                                 | 600.000   |
| Insgesamt                    | 6× Platin ·                                                            | 3.700.000 |

Hauptartikel: Usher/Auszeichnungen für Musikverkäufe

## Coverversionen
- 2015: Becca Stevens (Album: Perfect Animal)[19]